# Il punto di partenza
Punto di partenza è un album in studio del gruppo musicale italiano Africa Unite, pubblicato nel 2015.

## Descrizione
L'album, pubblicato dall'etichetta Dub the Demon Recording Studio, è stato reso disponibile in download gratuito sul sito ufficiale del gruppo.

## Tracce
1. Pure Music (feat. Raphael)
2. Riflessioni
3. La teoria
4. L'attacco al tasto
5. L'attacco alla corda (Architorti version)
6. L'esercito con gli occhiali a specchio (feat. No More Limiz)
7. Ritratti
8. Thanx and Praises
9. Il volo
10. È sempre stata lì
11. Cyclop (feat. Architorti)

## Formazione
- Bunna - voce
- Madaski - pianoforte, voce
- Alessandro Soresini - batteria